# Giorgio Napolitano
 For alternative betydninger, se Napolitano. (Se også artikler, som begynder med Napolitano)
Giorgio Napolitano (født 29. juni 1925 i Napoli i Campania i Italien, død 22 september 2023 i Rom) var en italiensk politiker (Democratici di Sinistra). Han blev valgt til italiensk præsident den 10. maj 2006 og tiltrådte embedet 15. maj. Den 14. januar 2015 meddeltes det at han af helbredsmæssige grunde ville trække sig som præsident.

## Liv
I 1942 begyndte han at studere ved universitetet i Napoli (no) og blev medlem af universitetets fascistgruppe, Gruppo Universitario Fascista. Der blev han bekendt med flere andre studenter, som var kritiske over for fasciststyret. Senere grundlagde han en kommunistisk partisangruppe, som kæmpede mod fascisterne.
I 1945 blev Napolitano medlem af Italiens kommunistparti (en) (Partito Comunista Italiano, PCI). Han blev færdiguddannet jurist i 1947 og blev valgt ind i parlamentet i 1953. I 1956 blev han medlem af partiets nationalkomite.
I 1956, hvor den ungarske opstand blev slået ned af sovjetiske styrker, og det italienske kommunistparti kaldte ungarerne for »kontrarevolutionære«, »undergravere«, valgte Napolitani at støtte partiets linje. Senere tog han afstand fra det og beklagede denne holdning.
Partiets håndtering af den ungarske opstand førte til, at det blev splittet i 1956, da den største fagbevægelse tog afstand fra kommunistpartiets linje og støttede opstanden. Mange mente, at Italiens vej til socialisme måtte baseres på demokrati. Disse synspunkter støttedes af Giorgio Amendola.
Napolitano stod Amendola nær og blev derefter en af partiets mest indflydelsesrige politikere og ledende repræsentant for den moderat-socialdemokratiske fløj i partiet, de såkaldte Miglioristi. Napolitano gik aktivt ind for, at partiets navn blev ændret til Democratici di Sinistra (no) (venstredemokraterne). I sit eget parti blev han kritiseret for at være for USA-venlig.
Fra 1992 til 1994 var Napolitano præsident for det italienske parlament og fra 1996 til 1998 indenrigsminister. Han var medlem af Europaparlamentet fra 1999 til 2004. I oktober 2005 blev han udnævnt til senator på livstid af præsident Carlo Azeglio Ciampi sammen med Sergio Pininfarina.
7. maj 2006 foreslog Romano Prodi ham som kompromiskandidat som italiensk præsident, og han blev valgt ved den fjerde afstemning den 10. maj.
Han blev den 20. april 2013 genvalgt for nok en 7 års periode som præsident og aflagde for anden gang eden som landets præsident den 22. april samme år.
Han var gift med Clio Maria Bittoni og fik to sønner.